# Duosperma actinotrichum
Duosperma actinotrichum là một loài thực vật có hoa trong họ Ô rô. Loài này được (Chiov.) Vollesen mô tả khoa học đầu tiên năm 2006.